# Arsenalet (Frederiksværk)
Arsenalet er en bygning, som ligger centralt i Frederiksværk tæt ved Gjethuset og kanalen, som skabte grundlaget for den industrielle udvikling på stedet.
Bygningen blev opført omkring år 1800 og var oprindeligt materialgård for Det Kongelige Artillerikorps. I årene forinden blev pladsen benævnt som Artilleriparken, og gamle tegninger viser, hvordan kanonløbene lå på rad og række under åben himmel. 
Gennem mange år har den karakteristiske, lange bindingsværkslænge dannet ramme om et traditionelt bymuseum. Efter grundig istandsættelse i 2008 åbnedes i juni samme år en udstilling som tager sit udgangspunkt i den bydel, man kan se lige udenfor vinduerne.
Arsenalet er en del af Industrimuseet Frederiks Værk.

## Ekstern henvisning
- Industrimuseet Frederiks Værk/Arsenalet Arkiveret 22. maj 2012 hos  Wayback Machine

55°58′21.24″N 12°1′23.45″Ø / 55.9725667°N 12.0231806°Ø